# Мосеєво (Ярський район)
Мосе́єво (рос. Мосеево) — присілок у складі Ярського району Удмуртії, Росія.

## Населення
Населення — 209 осіб (2010, 203 у 2002).
Національний склад станом на 2002 рік:
- удмурти — 83 %